# Applications of Mathematics
Applications of Mathematics (dříve Aplikace matematiky) je  vědecký časopis vydávaný Matematickým ústavem Akademie věd České republiky. Časopis založil v roce 1956 Ivo Babuška, který je nadále čestným editorem.  Časopis publikuje původní práce zabývající se matematickým výzkumem, jehož výstupy směřují k uplatnění v řadě oblastí vědy. Šéfredaktorem je Jan Brandts. Časopis vychází v papírové podobě, elektronický přístup je zpoplatněn, 24 měsíců po publikaci jsou články uvolněny do Czech Digital Mathematical Library (DML-CZ).
Za rok 2012 má časopis impakt faktor 0,222, čímž je na 240. pozici z celkem 247 časopisů v kategorii aplikovaná matematika. Publikace v tomto časopise je podle stávající metodiky hodnocení vědecké práce hodnocena 10 body.